# Hemipilia
Hemipilia là một chi thực vật trong họ Orchidaceae. Nó gồm các loài (but this list may be incomplete):

## Các loài
| - Hemipilia amesiana - Hemipilia amethystina - Hemipilia bidupensis - Hemipilia brevicalcarata - Hemipilia bulleyi - Hemipilia calophylla - Hemipilia cordifolia - Hemipilia crassicalcarata - Hemipilia cruciata - Hemipilia cuneata - Hemipilia flabellata | - Hemipilia forrestii - Hemipilia formosana - Hemipilia henryi - Hemipilia kwangsiensis - Hemipilia leptoceras - Hemipilia limprichtii' - Hemipilia quinquangularis - Hemipilia sikangensis - Hemipilia silvatica - Hemipilia silvestrii - Hemipilia yunnanensis |

 Tư liệu liên quan tới Hemipilia tại Wikimedia Commons